# Паленсіана
Паленсіана (ісп. Palenciana) — муніципалітет в Іспанії, у складі автономної спільноти Андалусія, у провінції Кордова. Населення — 1607 осіб (2010).
Муніципалітет розташований на відстані близько 360 км на південь від Мадрида, 75 км на південь від Кордови.

## Демографія
Динаміка населення (INE ):

## Галерея зображень

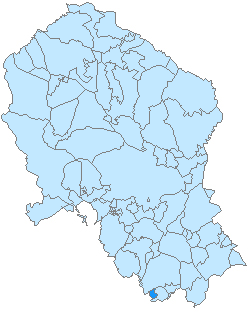
Розташування муніципалітету у провінції Кордова